# Ngày Chiêu Hoà
Ngày Chiêu Hoà (昭和の日 Shōwa no Hi) là một ngày lễ thường niên của Nhật Bản được tổ chức vào ngày 29 tháng 4. Ngày lễ này tôn vinh ngày sinh nhật của Thiên hoàng Chiêu Hoà (Hirohito), vị Thiên hoàng tại vị từ năm 1926 tới 1989. Theo Đảng Dân chủ Nhật Bản - tổ chức đã giải thể, mục đích của kỳ nghỉ là nhằm khuyến khích sự phản ánh của công chúng về 63 năm trị vì của Hirohito.
Một cách trùng khớp ngẫu nhiên, ngày Chiêu Hoà diễn ra vào cùng ngày vào năm 1946, khi mà Tòa án Quân sự Quốc tế vùng Viễn Đông của phe Đồng minh tuyên án tử hình các quan chức chủ chốt của chính phủ Hoàng gia Hirohito trong suôt Chiến tranh thế giới thứ hai, bao gồm cựu Thủ tướng Tōjō Hideki.

## Lịch sử
Thiên hoàng Chiêu Hoà qua đời vào ngày 7 tháng 1 năm 1989. Ngày 29 tháng 4 sau đó không còn được cử hành như ngày sinh nhật của Thiên hoàng, mà thay vào đó là Ngày Xanh, một phần của Tuần lễ Vàng. Sau một loạt các nỗ lực lập pháp thất bại bắt đầu từ năm 2000, ngày lễ 29 tháng 4 cuối cùng đã được đổi tên thành Ngày Chiêu Hoà vào tháng 5 năm 2007, và Ngày Xanh được chuyển từ ngày 29 tháng 4 sang ngày 4 tháng 5.
Theo đảng mà sau này là đảng đối lập chính, Đảng Dân chủ Nhật Bản (ủng hộ dự luật lần đầu tiên sau nhiều năm phủ quyết), ngày lễ này khuyến khích sự phản ánh của công chúng về 63 năm trị vì đầy biến động của Hirohito thay vì tôn vinh bản thân Thiên hoàng. Thời gian trị vì của Hirohito đã thấy, trong số những thứ khác, sự chấm dứt của phong trào Dân chủ Đại Chính, cuộc xâm lược Mãn Châu của Nhật Bản năm 1931, một thời kỳ "chính phủ ám sát" bao gồm các cuộc đảo chính đã xảy ra vào ngày 15 tháng 5 năm 1932 và 26 tháng 2 năm 1936, sự nổi lên của chế độ độc tài toàn trị Taisei Yokusankai, Chiến tranh thế giới thứ hai, sự chiếm đóng sau chiến tranh, Thế vận hội Mùa hè 1964 ở Tokyo, các vụ bắt cóc công dân Nhật Bản của Bắc Triều Tiên và sự kỳ diệu của kinh tế Nhật Bản sau chiến tranh.
| Năm        | 29 tháng 4            | 4 tháng 5          |
| ---------- | --------------------- | ------------------ |
| Trước 1985 | Sinh nhật Thiên hoàng | Không phải ngày lễ |
| 1985–1988  | Sinh nhật Thiên hoàng | Ngày nghỉ quốc gia |
| 1989–2006  | Ngày Xanh             | Ngày nghỉ quốc gia |
| 2007–nay   | Ngày Chiêu Hoà        | Ngày Xanh          |